# Marmoutier
Marmoutier é uma comuna francesa na região administrativa de Grande Leste, no departamento Baixo Reno. Estende-se por uma área de 14,06 km². Em 2010 a comuna tinha 2 766 habitantes (densidade: 196,7 hab./km²).